# Dick Rathmann
James Rathmann (6 de janeiro de 1924 – 1 de fevereiro de 2000) foi um automobilista norte-americano.
Rathmann esteve em seis 500 Milhas de Indianápolis: 1950, 1956 até 1960. Seu melhor resultado foi o 5º lugar em 1956. Ele largou na pole position em 1958.
É irmão do também automobilista Jim Rathmann.